# Amerikanske Jomfruøer
De Amerikanske Jomfruøer (engelsk: United States Virgin Islands, officielt Virgin Islands of the United States eller American Virgin Islands) er en øgruppe i Det Caribiske Hav, der er et territorium underlagt USA. Den indgår sammen med De Britiske Jomfruøer i en større øgruppe som kaldes Jomfruøerne, der igen er en del af de Små Antiller. Øgruppen består af de tre hovedøer Sankt Croix, Sankt Jan og Sankt Thomas og flere småøer med et samlet landareal på 346,36 km². Hovedstaden er byen Charlotte Amalie på Sankt Thomas.
De Amerikanske Jomfruøer var under navnet Dansk Vestindien en dansk koloni fra år 1672 (Sankt Thomas), 1718 (Sankt Jan) og 1733 (Sankt Croix). I 1917 købte USA den strategisk beliggende øgruppe fra Danmark for 25 millioner dollar. USA ville sikre sig mod, at den faldt i tyske hænder. Mange stednavne er stadig væk bevaret på dansk, og mange af beboerne har danske navne. Danske udtryk som "skål", "bjerg" og "frickadella" er fortsat i brug. Veje kaldes "gader", og hovedgaden i Charlotte Amalie kaldes eksempelvis "Dronningens Gade". På Sankt Croix udgives stadig "St. Croix Avis".
Øerne er i dag en af USA's fem beboede bilande og har status som et såkaldt organiseret uindlemmet amerikansk territorium. Engelsk er i dag det officielle sprog på øerne, og de fleste af indbyggerne taler Virgin Islands-kreol, et engelsk-baseret kreolsprog. Turisme er, sammen med jordbrug og industrier, den vigtigste indtægtskilde.[kilde mangler] Der er venstrekørsel på øerne.

## Historie

### Oprindelsesfolket
De første indbyggere på øerne var indianerne taino, arawak, kalinago og ciboney. Arkæologiske fund viser, at ciboney-folket boede her allerede i Stenalderen og levede af jagt. De lavede redskaber af sten og flint. Arawakfolket sejlede til øerne senere med kanoer fra det, som i dag er Venezuela og Brazilien. De levede af fiskeri og jordbrug og dyrkede blandt andet tobak, bomuld, majs, maniok og guava. Flere klippebemalinger og helleristninger er fundet som lev efter arawakfolket. Både arawak-indianerne og taino-indianerne levede side om side, indtil kalinago-krigerne invaderede øerne. Kalingo-folket ødelagde flere af landsbyerne på øerne og dræbte de fleste af arawak-folket. Det er diskuteret, om kalingo-folket også praktiserede kannibalisme.

### Kolonisering
Den første europæer, som ankom til øerne, var Christoffer Columbus på sin anden rejse til Den nye verden i 1493. Columbus kom først til øen Sankt Croix og fortsatte derfra til både Sankt Thomas og Sankt Jan. Han gav øerne romersk-katolske navne: Santa Cruz, San Tomas og San Juan. Columbus kidnappede 6 arawak-indianere til at lede ham rundt på øerne, som resulterede i en krig mellem lokalbefolkningen og de spanske søfarere. Columbus forlod øerne uden at have etableret en koloni, men spanierne kom kort tid efter tilbage til øerne. Denne gang blev befolkningen konverteret med tvang til katolicismen og blev brugt som slaver på plantagerne. Der producerede spanierne for det meste tobak, men senere også kaffe, sukker og bomuld. I 1600-tallet var øerne i perioder koloniserede af både Storbritannien, Nederlandene og Frankrig.

### Dansk Vestindien
Vestindisk-guineisk Kompagni koloniserede Saint Thomas for Danmark i 1672, Saint John i 1694 og i 1733 købte Danmark den tilbageværende ø, Saint Croix, fra Frankrig. Øerne blev underlagt kongen af Danmark-Norge i 1754 og fik navnet Dansk Vestindien. Gennem det meste af 1700- og 1800-tallet var økonomien hovedsagelig baseret på sukkerproduktion med afrikanske slaver. Øerne fungerede som et vigtigt led i den transatlantiske slavehandel, som var hovedgrunden til, at Danmark valgte at kolonisere øerne. Den danske officer Peter von Scholten blev udnævnt til generalguvernør i 1835 og ti år senere udbrød der et slaveoprør på øen Saint Croix. Dette fik guvernøren til foretrække abolitionisme, og den 3. juli 1848 blev slaveri forbudt i Dansk Vestindien.
Kort tid efter gik den slaveri-baserede økonomi i en økonomisk krise. Danske politikere diskuterede salg af øerne i Folketinget for første gang i 1852. I anden halvdel af 1800-tallet og begyndelsen af 1900-tallet forsøgte Danmark ved flere anledninger at sælge øerne, henholdsvis til Tyskland og USA. Forsøg på en salgstrakat med USA fejlede i 1867 og igen i 1902. Danske regeringer gjorde flere forsøg på at genrejse økonomien på øerne, men med beskeden succes. Da 1. verdenskrig brød ud i 1914, frygtede USA, at Tyskland ville okkupere øerne og bruge dem som en base for ubåde. Denne gang blev USA og Danmark enige om et salg af øerne for 25 millioner amerikanske dollar i guld. Aftalen blev underskrevet i august 1916, og øerne kom officielt under amerikansk suverænitet den 31. marts i 1917. Den 31. marts fejres endnu på øerne som "Transfer Day".

### Under USA
De Amerikanske Jomfruøers flag blev officielt taget i brug i 1921. Indbyggerne blev bevilget amerikansk statsborgerskab i 1927, og turisme blev hurtigt territoriets vigtigste næringsvej. Øerne fik sin første grundlov og egen lovgivende forsamling i juli 1954. Indenrigsdepartementet havde derimod kontrollen over øen Water Island indtil 1996, hvor øen blev overdraget til lokale myndigheder.
Daværende præsidentkandidat Barack Obama besøgte De amerikanske jomfruøer i marts 2008

## Geografi
De amerikanske jomfruøer udgør den centrale del af øgruppen Jomfruøerne og ligger øst for De puertorikanske jomfruøer og vest for De britiske jomfruøer. Øerne er beliggende i Leewardøerne i De små antiller i Karibien. Territoriet består af fire større øer (Sankt Thomas, Sankt Jan, Sankt Croix og Water Island), samt mere end 70 mindre atoller. Samlet totalareal er på 346,4 km2 (133,7 mi2), som er forholdsvis dobbelt så stort som det føderale hovedstatsområde, District of Columbia. De amerikanske jomfruøer ligger 1770 km sydøst for Florida, 966 km nord for Venezuela og 64 km øst for Puerto Rico. Administrativt inddeles øerne i tre distrikter (Saint Thomas, Saint Croix og Saint John) som igen inddeles i 20 mindre distrikter. Det højeste punkt på øerne er Crown Mountain på Saint Thomas med 474 meters højde.
Saint Thomas har et areal på 80 km2 og er af vulkansk oprindelse. Saint John har et areal på 52 km2 og kendetegnes som Saint Thomas også af bakkelandskaber. Den største ø, Sankt Croix, har et areal på 218 km2 og ligger 64 km syd for de andre to. Saint Croix er langt fladere end både Sankt Jan og Sankt Thomas. De Amerikanske Jomfruøers nationalpark er 59 km2 stor og udgør 60 % af landarealet på Sankt Jan, foruden hele øen Hassel Island. Nationalparken består for det meste af tropisk skov og koralrev. Nationalparken har ca. 500.000 besøgende om året.
Som følge af beliggenheden på grænsen mellem de tektoniske plader, Den nordamerikanske kontinentalplade og Den caribiske plade, oplever øerne relativt mange jordskælv. Tropiske tyfoner og orkaner rammer også øerne, ofte i orkansæsonen mellem juni og november. De amerikanske jomfruøer har et tropisk klima med ringe temperaturforandring året rundt. Det regner relativt meget i månederne september til november, mens februar og marts er de tørreste.

### Klima
| Vejr for Charlotte Amalie | Vejr for Charlotte Amalie | Vejr for Charlotte Amalie | Vejr for Charlotte Amalie | Vejr for Charlotte Amalie | Vejr for Charlotte Amalie | Vejr for Charlotte Amalie | Vejr for Charlotte Amalie | Vejr for Charlotte Amalie | Vejr for Charlotte Amalie | Vejr for Charlotte Amalie | Vejr for Charlotte Amalie | Vejr for Charlotte Amalie | Vejr for Charlotte Amalie |
|                           | Jan                       | Feb                       | Mar                       | Apr                       | Maj                       | Jun                       | Jul                       | Aug                       | Sep                       | Okt                       | Nov                       | Dec                       | År                        |
| ------------------------- | ------------------------- | ------------------------- | ------------------------- | ------------------------- | ------------------------- | ------------------------- | ------------------------- | ------------------------- | ------------------------- | ------------------------- | ------------------------- | ------------------------- | ------------------------- |
| Gennemsnitlig maks °C     | 30                        | 30                        | 30                        | 31                        | 31                        | 32                        | 32                        | 33                        | 32                        | 32                        | 31                        | 30                        | 31,2                      |
| Gennemsnitlig min °C      | 22                        | 22                        | 22                        | 23                        | 24                        | 25                        | 26                        | 26                        | 25                        | 24                        | 24                        | 23                        | 23,8                      |
| Gennemsnitlig nedbør mm   | 48                        | 38,4                      | 38,6                      | 60,7                      | 85,3                      | 59,7                      | 61,5                      | 88,9                      | 135,6                     | 141,5                     | 134,1                     | 69,6                      | 961,9                     |
| Kilde:                    |                           |                           |                           |                           |                           |                           |                           |                           |                           |                           |                           |                           |                           |

## Politik
De amerikanske jomfruøer er et selvstyrende repræsentativt demokrati, hvor guvernøren har den udøvende magt. Den lovgivende magt har Senatet, bestående af 15 senatorer som vælges hvert andet år. Den dømmende magt har domstolene, som er uafhængige af både den lovgivende- og udøvende magt i tråd med magtdelingsprincippet. De største politiske partier er Det demokratiske parti, det lokale højre-orienterede Independent Citizens Movement og Det republikanske parti. Som samtlige amerikanske territorier vælger også øerne en repræsentant uden stemmeret til Repræsentanternes hus i Washington, D.C. Den nuværende repræsentant er Stacey Plaskett, mens guvernøren er Albert Bryan. Plaskett repræsenterer Det demokratiske parti. Under næstsidste guvernørvalg i november 2014 vandt den uafhængige (men tidligere republikaner) Kenneth Mapp Kenneth Mapp, som blev taget i ed den 5. januar 2015.

### Politisk status
De amerikanske jomfruøer har status som et organiseret, oversøisk uindlemmet territorium. Det har været en del debat om hvorvidt, De amerikanske jomfruøer vil slå sig sammen med Puerto Rico, dersom Puerto Rico en gang i fremtiden skulle blive en amerikansk delstat. De amerikanske jomfruøer står på FN's liste over ikke-selvstyrende områder. FN's specialkomité for afkolonisering overvåger implementeringen af Erklæringen om uafhængighed for kolonilande og -folk og følger den politiske udvikling på De amerikanske jomfruøer. FN's generalsekretær Ban Ki-moon anerkendte derimod i august 2013, at folket i de ikke-selvstyrende områder ikke nødvendigvis ønsker uafhængighed, men lagde vægt på, at de må få et valg. FN anser retten til selvstyre folket i et område, som De amerikanske jomfruøer har, for at være opfyldt, dersom folket frit kan vælge mellem tre alternativer:
1. at blive en selvstændig stat,
2. at live en associeret stat i tilknytning til en anden uafhængig stat, eller
3. at blive helt integreret i en anden uafhængig stat.[24]

## Økonomi
Turisme er den absolut vigtigste næringsvej på De amerikanske jomfruøer og stod for 57 % af BNP og ca. 50 % af sysselsætningen i 2010. Øerne tager imod mere end to millioner turister om året, hvoraf ca. 75 % ankommer med krydstogt til Charlotte Amalie. Charlotte Amalie modtager flere turister via krydstogt end nogen anden by i Karibien. I 2010 besøgte 2,7 millioner turister øerne - 2,2 millioner via krydstogt og 536.000 via fly. Næsten 80 % af turisterne kommer fra USA.
Industri og offentlig sektor står også for en stor andel af sysselsætningen. Ca. en femtedel af BNP kommer fra industri, særlig produktion af rom, sukker, elektronik, klokker og tekstiler Jordbruget er beskedent, efter som megen mad importeres, men der er noget jordbrug tilbage på øen Saint Croix. Arbejdsløsheden er på 6,2 %.
Størstedelen af energien kommer fra importeret olie, hvilket medfører, at territoriet har mellem fire og fem gange så høje strømomkostninger som det kontinentale USA. Indbyggerne betaler ingen føderale skatter. Skatteindtægterne går derfor kun til de lokale myndigheder på øerne.

## Demografi
Ifølge CIA World Factbook havde øerne en befolkning på 104.170 pr juli 2014. I 2010 var en majoritet på 76 % af afrikansk-karibisk oprindelse, 15,6 % hvide, 1,4 % asiater og 6,6 % andre. De fleste af indbyggerne stammer fra afrikanske slaver, som blev bragt til øerne med tvang af tidligere kolonimagter. Det officielle sprog er engelsk, mens Virgin-Islands-kreol, et engelsk-baseret kreolsprog, tales mest i daglig tale. Spansk tales af 16,8 %, hovedsagelig tilflyttere fra Puerto Rico og Den dominikanske republik, mens 6,6 % taler fransk, især tilflyttere fra Haiti. 42 % af indbyggerne identificerer sig som baptister, 34 % som romersk-katolske, 17 % som episkopale og 7 % andet. Af religiøse minoriteter findes blandt andet jøder, rastafarianere og lutheranere. Den ældste lutherske kirke på den vestlige halvkugle er Frederick Lutheran Church i Charlotte Amalie.

## Infrastruktur
Den største og vigtigste flyveplads er Cyril E. King Lufthavn i Charlotte Amalie. Henry E. Rohlsen Airport er den største på øen Saint Croix. De amerikanske jomfruøer er det eneste territorium under amerikansk suverænitet, hvor bilerne kører på venstre side af vejen. Som i samtlige amerikanske oversøiske territorier er United States Postal Service (USPS) ansvarlig for postforbindelsen. Øerne bruger postkoden VI og postnumrene begynder med 008 efterfulgt af to tal mere. Telefonkoden er amerikanske +1 efterfulgt af 340.